# Josef Wittmann (Lyriker)

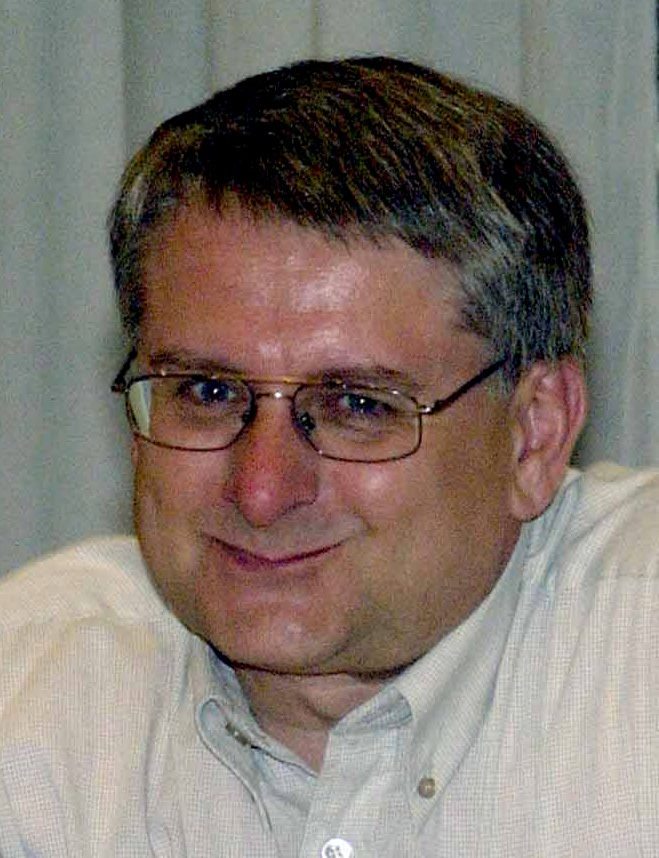
Josef Wittmann 2004

Josef Wittmann (* 25. April 1950 in  München) ist deutscher Lyriker, Schriftsteller und Buchillustrator. Er schreibt vorwiegend in bairischer Sprache.

## Leben
Josef Wittmann ist geboren und aufgewachsen in München. Nach Abitur, Wehr- und Ersatzdienst absolvierte er eine Lehre zum Industriekaufmann. Seit 1977 lebt er in Tittmoning, seit 2004 als freier Schriftsteller.
1972 bis 1977 hat er mit Friedl Brehm bei der Redaktion der Zeitschriften Schmankerl und Edelgammler zusammengearbeitet. 1974 bis 1977 war er Mitglied von KEKK Kabarett & Engagierte Kleinkunst. Seit 1984 ist er Mitglied im Verband deutscher Schriftsteller (VS) und seit 2000 bei den Münchner Turmschreibern. Texte von Josef Wittmann finden sich sowohl in selbstständigen Publikationen als auch in vielen Anthologien und Literaturzeitschriften.

## Werke

### Bücher
- 1972: kuacha & kafä, Gedichte in bairischer Mundart. Friedl Brehm Verlag, Feldafing, ISBN 3-921763-33-9.
- 1973: dea, dea wo, Texte in bairischer Mundart. Friedl Brehm Verlag, Feldafing, ISBN 3-921763-36-3.
- 1977: Hansl, Grädl & Co, Märchen in bairischer Mundart. Friedl Brehm Verlag, Feldafing, ISBN 3-921763-52-5.
- 1982: unsere scheene koide hoamat, Gedichte und Prosa. Passavia Verlag, Passau, ISBN 3-87616-103-7.
- 1987: umasunst is nix, Gedichte und Volksreden in bairischer Mundart. UR Verlag, Traunreut, ISBN 3-926665-02-5.
- 2010: Bluadiga Gams, Gedichte. Liliom Verlag, Waging, ISBN 978-3-934785-47-2.
- 2012: Endearing Ruins – Liebenswerte Ruinen: Poems – Gedichte. / Deutsch von Josef Wittmann, Liliom Verlag, Waging, ISBN 978-3-934785-58-8
- 2014: Kraah, Gickerl, kraah, kraah. Literarisch-musikalisches Gehörspiel, (mit CD), Liliom Verlag, Waging, ISBN 978-3-934785-70-0
- 2014: Gone West – Ganz im Westen: Poems – Gedichte – Photos. Deutsch-Englisch, Liliom Verlag, Waging, ISBN 978-3-934785-71-7
- 2020: Drawizlbabuzi. Gedichtzyklus mit Musik für Sprecher, Singstimme und Akkordeon (mit CD), Liliom Verlag, Waging, ISBN 978-3-96606-019-6

### Theater
- 1991: Volksstück: Eder Schuaster, Aufführung Heimatbühne Tittmoning
- 1996: Volksstück: Halt’s Maul Bauernfünfer, Aufführung „Steiner Spiele“, Stein an der Traun
- 1997: Szenen: Höchste Eisenbahn. Aufführung Salzachtheater Burghausen
- 1999: Neubearbeitung: Cosmarchia von Jakob Bidermann, Aufführungen Burghausen und Tittmoning
- 2000: Einakter: Lauter Gaudi, Aufführung Heimatbühne Tittmoning
- 2002: Einakter Fernsehauftritt. Aufführung Heimatbühne Tittmoning
- 2003: Bühnenbearbeitung von Ludwig Thoma: Die Dachserin, Aufführung Heimatbühne Tittmoning
- 2010: Landhaus am Wildbach (Übertragung von Hans Helge Ott: Huus an’t Meer) Verlag Ahn & Simrock

### Buchillustrationen
- 1973: Herbert Kapfer: Unta Oba Sau
- 1975: Felix Hoerburger: Schnubiglbairisches Poeticum
- 1975: Bernhard Bünker: De ausvakafte Hamat.
- 1977: Felix Hoerburger: Neueste Nachrichten aus der schnubiglputanischen Provinz. (ebenfalls  für die veränderte Neuausgabe des Monacensia-Verlages 2007)
- 1978: Helmut Eckl: Da Bibe Atzinger. (Kinderbuch) Verlag Friedl Brehm, ISBN 3-921763-58-4.
- 1988: Felix Hoerburger: Wunderbare Auszüge aus der schnubiglputanischen Stadt- und Weltchronik.

## Auszeichnungen

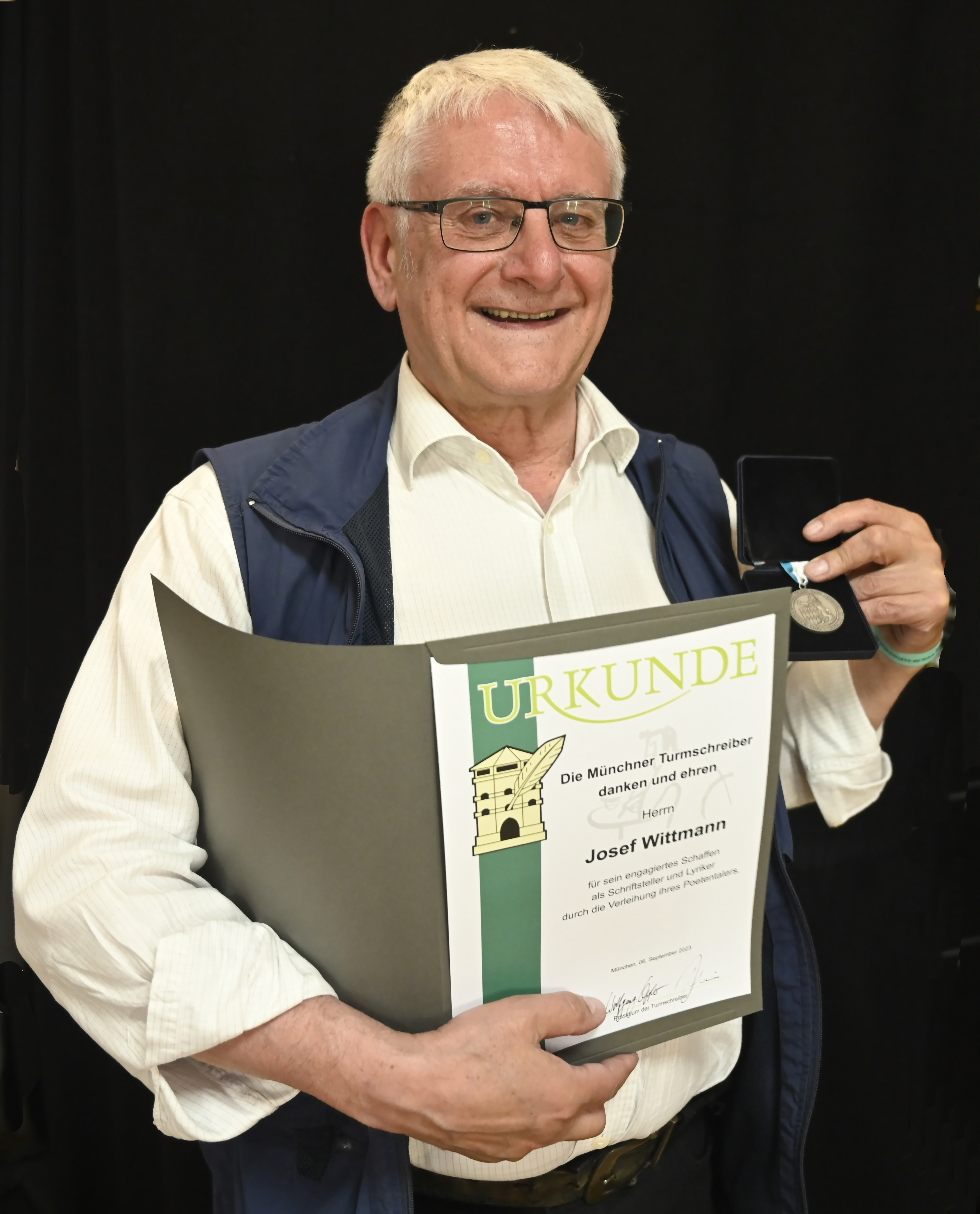
Josef Wittmann mit dem Bayerischen Poetentaler

- 2023: Bayerischer Poetentaler